# 減圧鍋
減圧鍋（げんあつなべ）とは、蓋付きの密閉容器型の鍋の一種。
加熱によって容器内の圧力を加えると蒸気弁から水蒸気が出るような構造となっており、その後、火を止めることで容器内の温度・圧力を低下（減圧）させることで沸点を下げながら加熱状態を保って調理する。加圧による調理を続ける圧力鍋とは原理を異にする。
内圧を低くして真空に近い状態にするため具材への味のしみ込みが良くなる、火を止めて調理するため光熱費を節約することができるといった利点がある。